# La calle del pecado
La calle del pecado es una película de Argentina del género del drama filmada en blanco y negro dirigida por Ernesto Arancibia sobre su propio guion escrito en colaboración con Wassen Eisen –uno de los seudónimos utilizados por Alexis de Arancibia- que se estrenó en Argentina el 8 de abril de 1954 y que tuvo como protagonistas a Héctor Armendáriz, Sofía Bozán, Alberto de Mendoza, Florindo Ferrario, Santiago Gómez Cou, Jacinto Herrera y Zully Moreno. Último filme de Sofía Bozán.

## Sinopsis
La historia de una joven ambiciosa de origen humilde que oscila entre el amor interesado por un empresario y la pasión por su hijo.

## Reparto
- Juan Alighieri
- Héctor Armendáriz
- Cayetano Biondo
- Sofía Bozán
- Alberto de Mendoza ... Alberto Salazar jr.
- Rodolfo Díaz Soler
- Mercedes Escribano
- Florindo Ferrario
- Carlos Fioriti
- Luis García Bosch
- Santiago Gómez Cou
- Jacinto Herrera
- Zully Moreno ... Ruby Colmeiro
- Arsenio Perdiguero
- Nino Persello
- Félix Rivero
- Alita Román
- Sarita Rudoy
- Alfredo Santacruz
- Fernando Siro
- Mariano Vidal Molina
- Leda Zanda
- Nené Cao
- Rafael Diserio

## Comentario
Según la crónica del diario La Razón la película “no se singulariza …por su originalidad … pero Ernesto Arancibia le ha creado el clima sombrío adecuado” y Manrupe y Portela comentan: “Zully es una pobre chica en el submundo del boxeo y los cabarets. Lógicamente paga por lo que hizo y muere aferrada a un collar de fantasía. Arancibia intenta algún detalle de realismo.”